# Tunnel de base du Zimmerberg
Le tunnel de base du Zimmerberg est un tunnel ferroviaire passant sous le massif homonyme (de), en Suisse. 

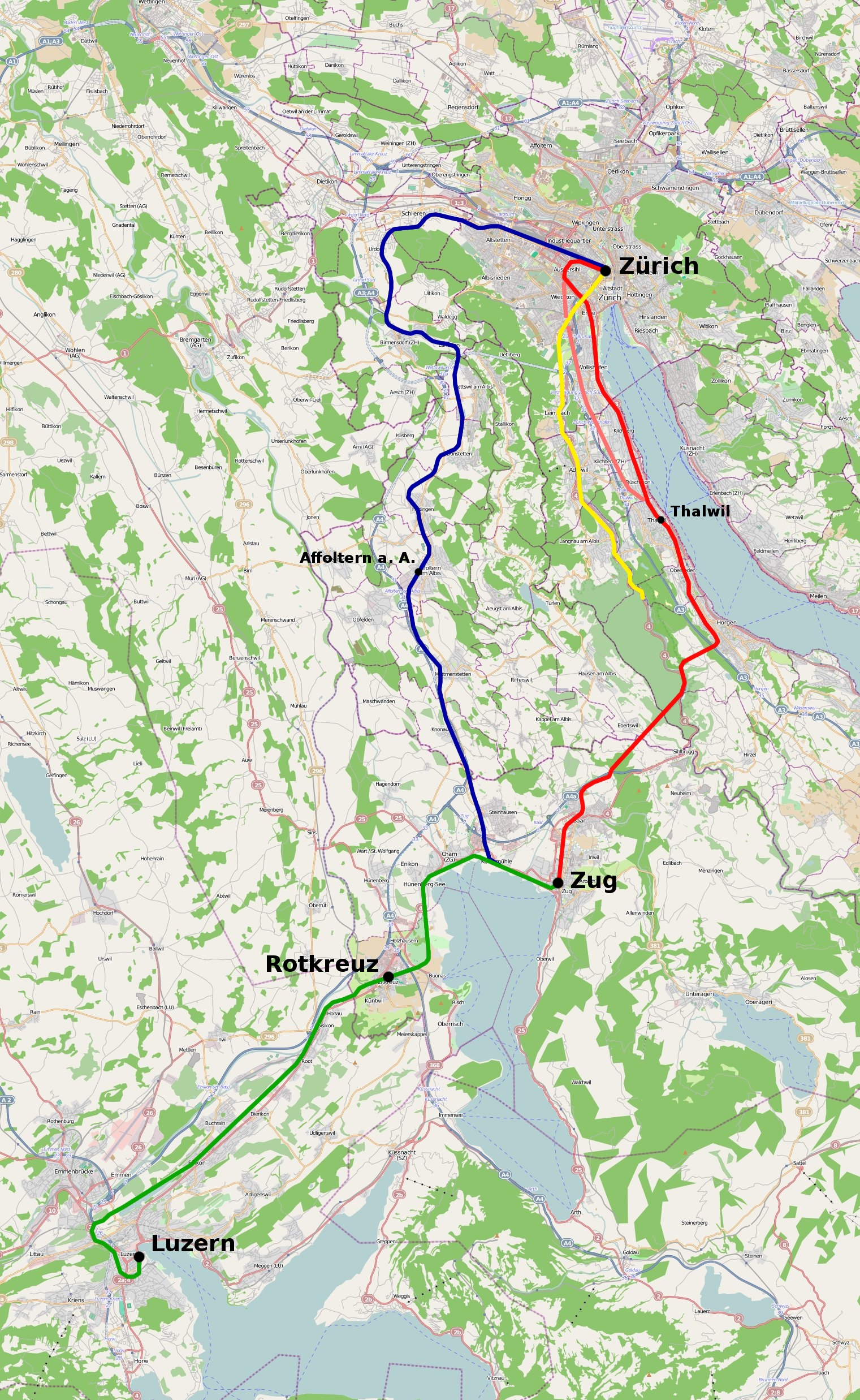
En rouge clair, la première partie du tunnel de base du Zimmerberg.

Il est divisé en deux parties, la première, longue d'environ 10 km entre Zurich et Thalwil, est opérationnelle depuis 2004, tandis que les travaux de la seconde, longue d'environ 10 km entre Thalwil et Zoug, n'ont pas encore commencé.
Le parlement a décidé en 2019 d'inscrire le prolongement dans l'étape d'aménagement 2035 du programme de développement stratégique de l'infrastructure ferroviaire (PRODES),.